# ديني هولم
ديني هولم (بالإنجليزية: Denny Hulme)‏ مواليد 18 يونيو 1936 في نيوزيلندا، كان سائق فورملا 1 نيوزلندي سابق بدأ مسيرته الاحترافية سنة 1965. حائز على بطولة العالم للفورملا 1. كان أول سباق له هو جائزة موناكو الكبرى 1965، حقق أول فوز له في جائزة موناكو الكبرى 1967. خاض خلال مسيرته 112 سباقاً فاز في 8 منها.

## سباقات شارك فيها
- لو مان 24 ساعة
- بطولة العالم للسيارات الرياضية

## بطولات حققها
- بطولة العالم للفورمولا 1
- جائزة موناكو الكبرى 1967
- جائزة الأرجنتين الكبرى 1974

## روابط خارجية
- ديني هولم على موقع Racing-Reference.info (الإنجليزية)
- ديني هولم على موقع DriverDB.com (الإنجليزية)
- ديني هولم على موقع eWRC-results.com (الإنجليزية)
- ديني هولم على موقع قاعة نيوزيلندا للمشاهير الرياضية (الإنجليزية)